# Nodir-Devonbegi-Madrasa

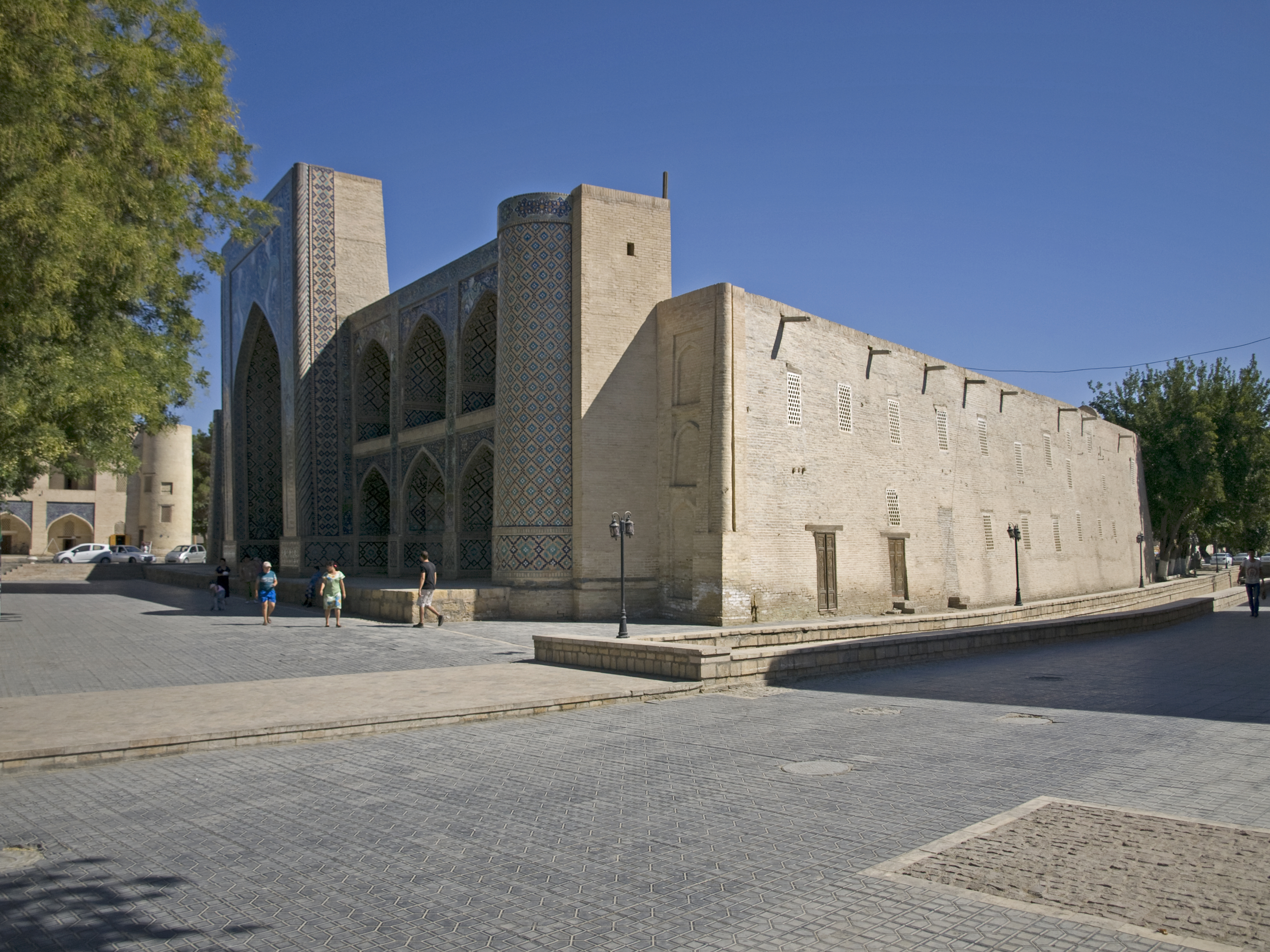
Nodir-Devonbegi-Madrasa

Die Nodir-Devonbegi-Madrasa ist eine Madrasa in der usbekischen Stadt Buxoro.

## Lage
Die Madrasa liegt im historischen Zentrum von Buxoro und ist Bestandteil des Gebäudeensembles Labi Hovuz. Sie liegt östlich des Wasserbeckens und des östlich von diesem gelegenen Parks und ist der Nodir-Devonbegi-Chanaqa im Kosch-Prinzip gegenübergestellt. Da zwischen den beiden Gebäuden das Bassin und ein Park liegt, ist diese Beziehung jedoch optisch kaum wahrnehmbar.

## Geschichte
Die Nodir-Devonbegi-Madrasa wurde 1623 von Nodir Devonbegi, dem Onkel und Großwesir von Imam Quli Khan, angelegt und ist nach diesem benannt. Sie entstand also etwa drei Jahre später als die ihr gegenüberliegende Nodir-Devonbegi-Khanaqa und ist somit das jüngste Bauwerk des Ensembles Labi Hovuz.
Einer Legende nach war das Bauwerk zunächst als Karawanserei konzipiert, wurde dann aber auf Anordnung von Imam Quli Khan hin in eine Madrasa umgewandelt.

## Beschreibung
Die Hauptfassade der Nodir-Devonbegi-Madrasa hat einen zentralen Pischtak mit Iwan. Beidseitig des Pischtaks schließen sich drei Achsen zweigeschossiger Spitzbogenarkaden mit Zugängen zu den Wohnzellen der Studenten an. Je ein der Fassade vorgesetzter halbrunder Eckturm, der mit der Oberkante der Arkaden endet, schließt die Fassade nach außen ab. Die Fassade ist mit vielfarbigen Mosaiks geschmückt. Ungewöhnlich ist die Darstellung zweier zu einer Sonne mit einem menschlichen Gesicht hin fliegender Simurgen, die Tiere in ihren Klauen halten, in dem Tympanon  des Pischtaks, weil die bildliche Darstellung von Tieren und Menschen an islamischen Bauwerken traditionell verboten war.
Die Madrasa erstreckt sich über eine quadratische Grundfläche mit einer Kantenlänge von 70 Meter und hat einen großen Innenhof, der von zweigeschossigen Spitzbogenarkaden mit Zugängen zu den Wohnzellen der Studenten umschlossen ist. Hörsäle gibt es hier nicht, weil die Madrasa den Studenten nur zum Wohnen diente.

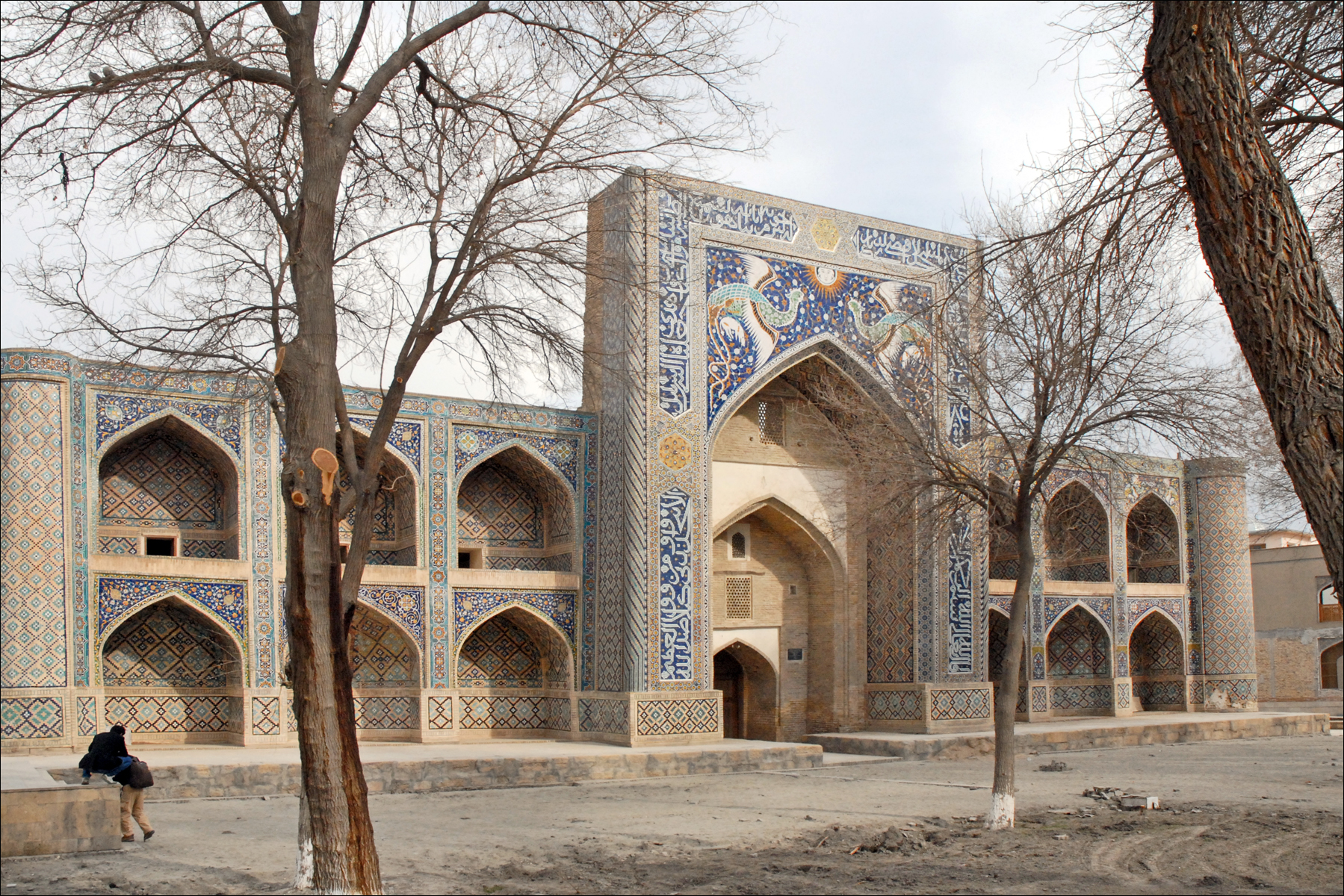
Fassade
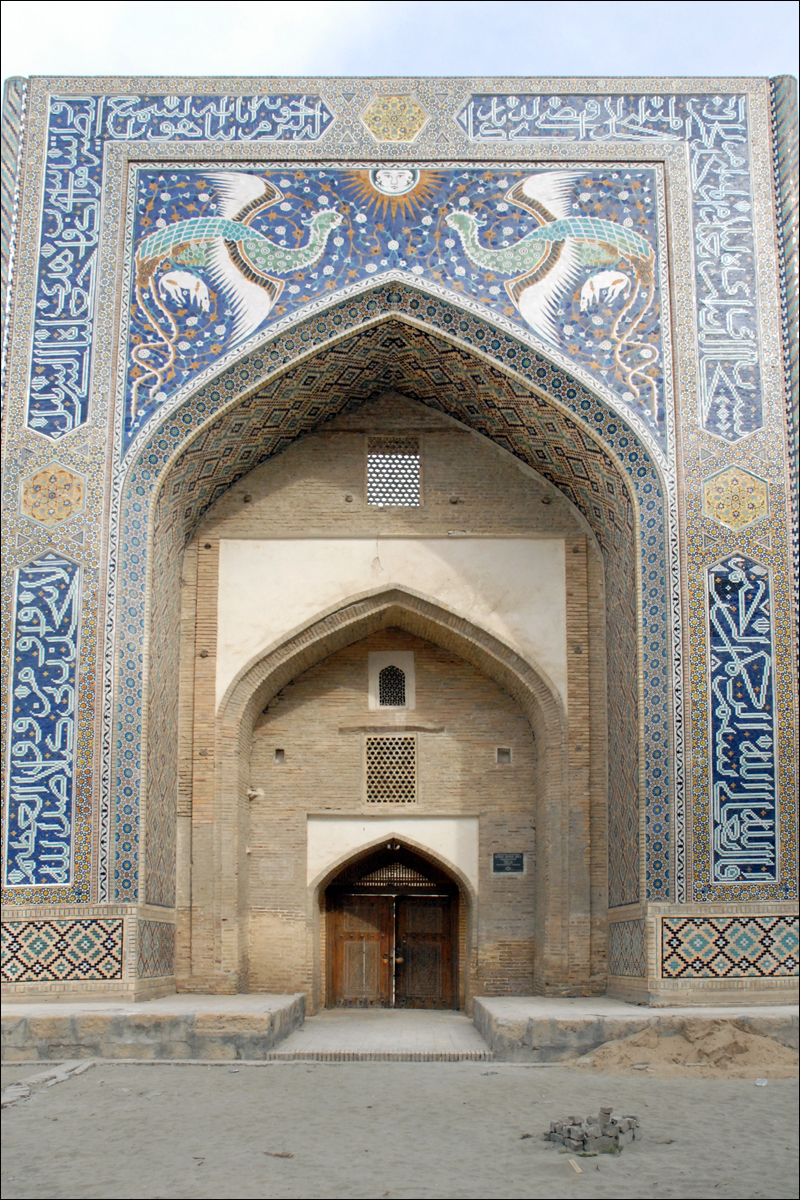
Pischtak
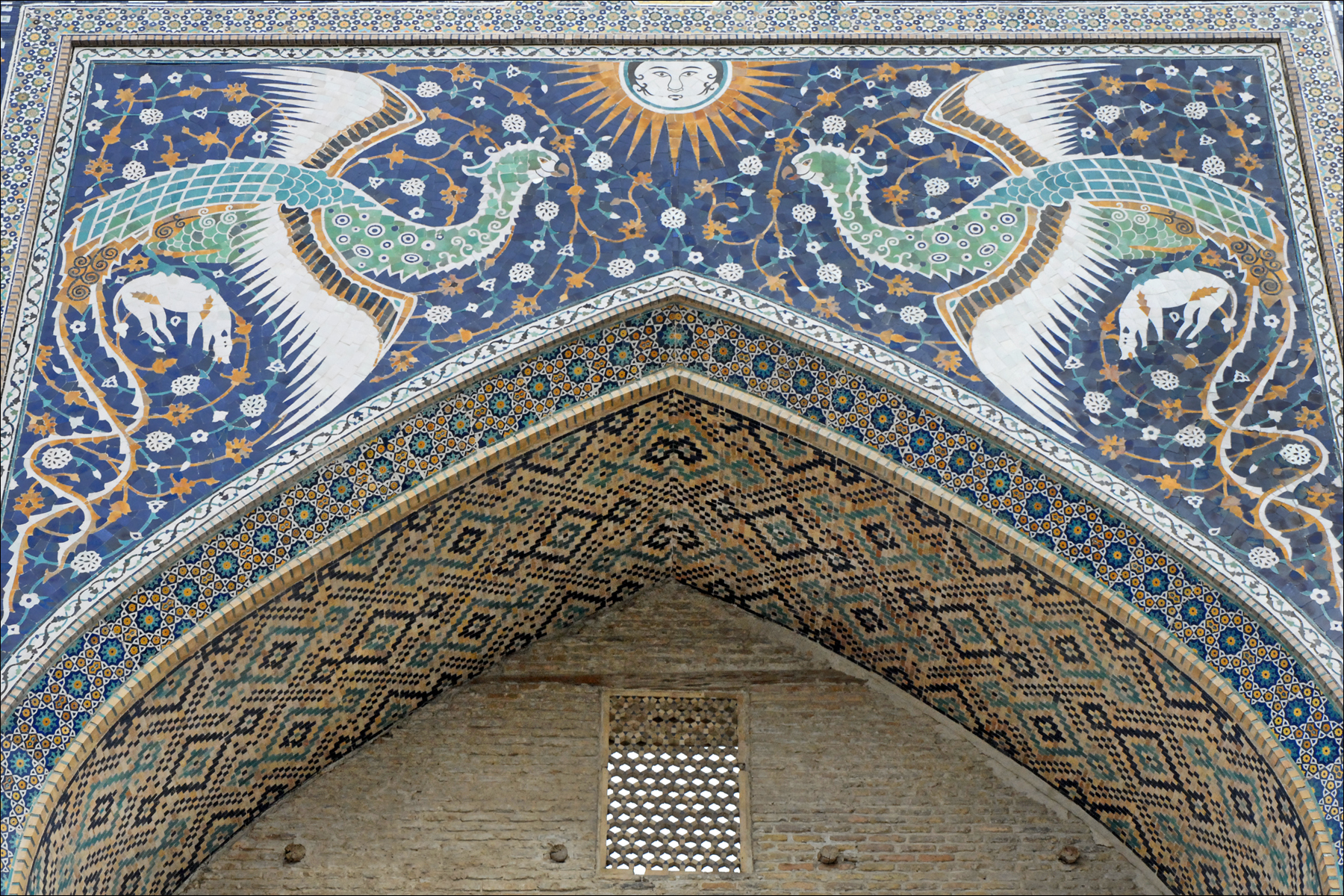
Fassadendetail
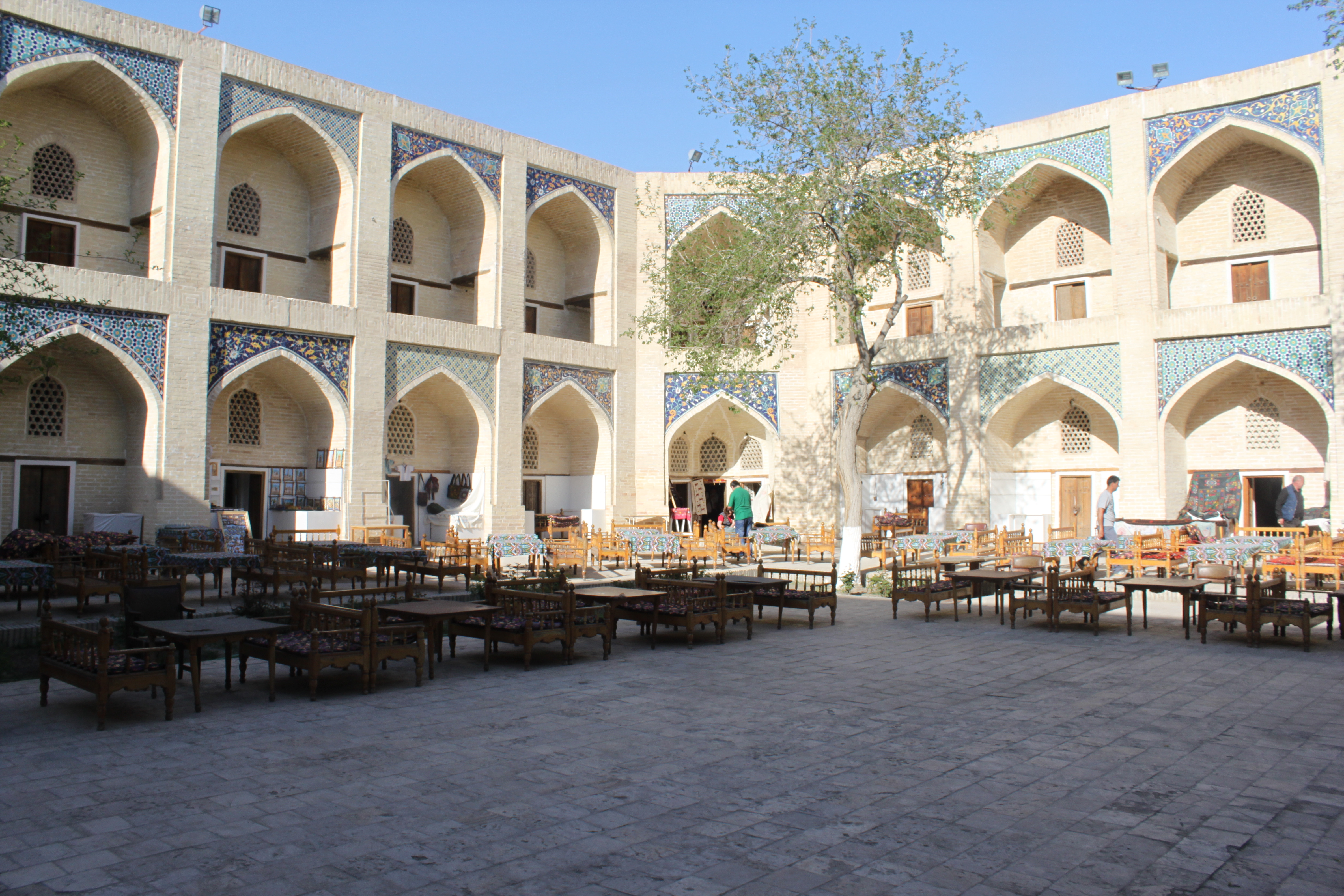
Innenhof
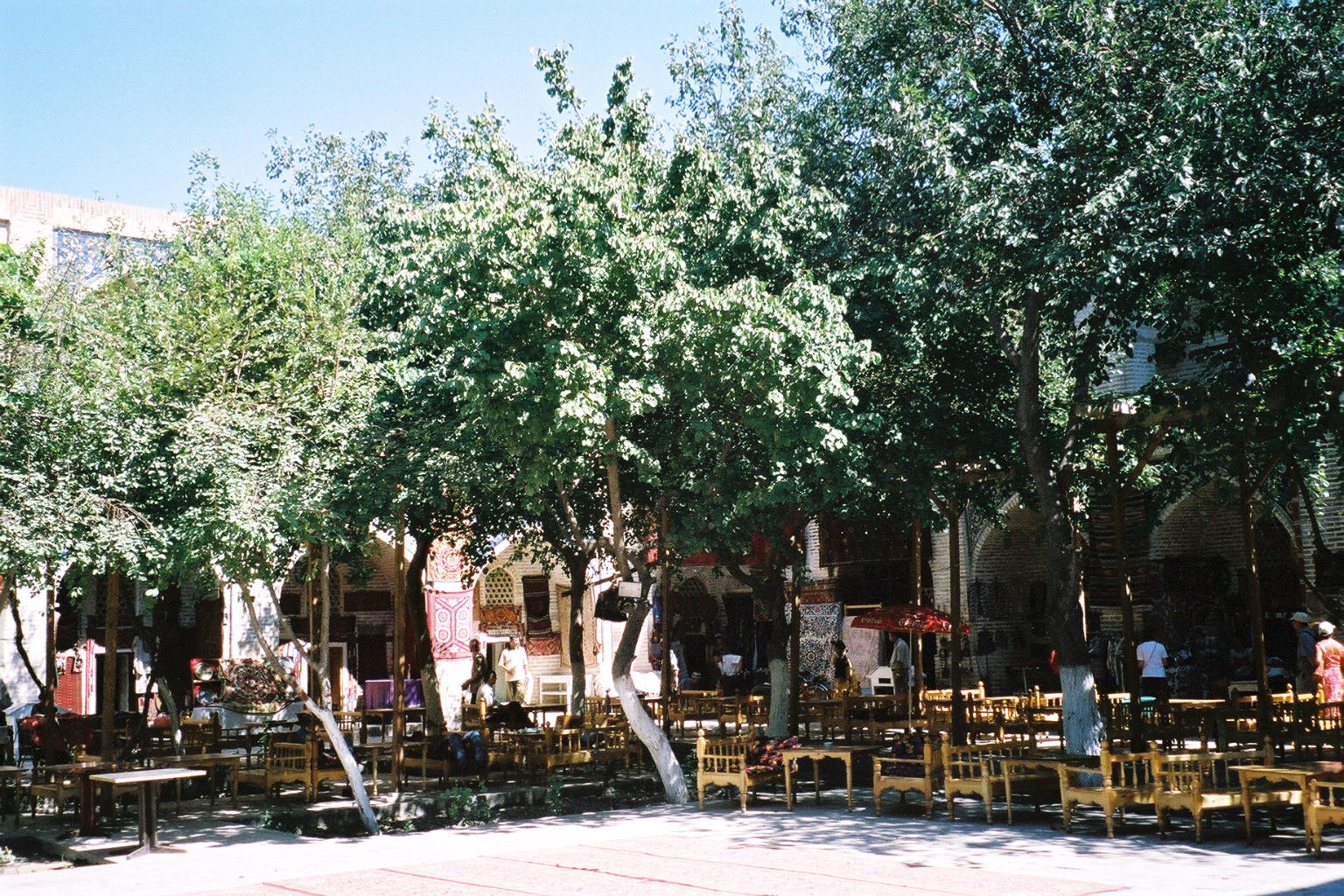
Bäume im Innenhof